# 専修大学の人物一覧
専修大学の人物一覧（せんしゅうだいがくのじんぶついちらん）は、専修大学に関係する人物の一覧記事。

## 創立者及び関係者
- 相馬永胤 - 専修学校創立者
- 目賀田種太郎 - 専修学校創立者、東京音楽学校（東京芸術大学音楽学部）創立者
- 駒井重格 - 専修学校創立者
- 田尻稲次郎 - 専修学校創立者
- 鳩山和夫 - 専修学校創立時よりの関係者。立案・運営に関わり、教師も務めた
- 岡倉天心 - 専修学校創立二年目より専修学校の教員を務めた
- 福澤諭吉 - 専修学校創立に協力
- 金子堅太郎 - 専修学校創立に協力

## 役員

### 学長
- 相馬永胤 - 元学長（初代学長）、代言人
- 阪谷芳郎 - 元学長（第二代学長）、法学博士、初代総長
- 道家斉一郎 - 元学長（第三代学長）、元総長（第二代総長）、政治家（衆議院議員）
- 大河内一男 - 元学長（第五代学長）、その後に学監、経済学博士、経済学者
- 小林良正 - 元学長（第六代学長、第九代学長）、経済学博士
- 鈴木義男 - 元学長（第七代学長）、元理事長（第二代理事長）、憲法学、弁護士、政治家
- 相馬勝夫 - 元学長（第十代学長）、元総長（第七代総長）、経済学博士、保険学、創立者の相馬永胤の孫
- 高橋長太郎 - 元学長（第十一代学長）、経済学博士、経済学者、一橋大学名誉教授
- 小田切美文 - 元学長（第十二代学長）、物理学者、統計学者、情報学者、石巻専修大学初代学長
- 望月清司 - 元学長（第十三代学長）、経済学博士、経済学者、専修大学名誉教授
- 出牛正芳 - 元学長（第十四大学長）、元理事長（第六代理事長）、マーケティング研究者
- 日髙義博 - 元学長（第十五代学長）、博士（法学）、元理事長（第七代理事長）、法学者、刑法
- 矢野建一 - 元学長（第十六代学長）、日本古代史
- 佐々木重人 - 学長（第十七代学長）、博士（経営学）、会計学者、会計史

### 理事長
- 鈴木義男 - （再掲）二代理事長、元学長、憲法学、弁護士、政治家
- 川島正次郎 - 三代理事長、第六代総長
- 森口忠造 - 四代理事長、第八代総長
- 山下徳夫 - 五代理事長、元衆議院議員
- 日髙義博 - （再掲）七代理事長、元学長

### 総長
- 阪谷芳郎 - 初代総長、第二代学長
- 今村力三郎 - 第五代総長
- 川島正次郎 - （再掲）第六代総長、第三代理事長
- 森口忠造 - （再掲）第八代総長、第四代理事長
- 日髙義博 - （再掲）第九代総長、第七代理事長、第十五代学長。理事長退任後に常務理事を経て総長へ就任

### 理事
卒業生である、ではないを問わず、理事を務めた人物を記す。

#### 常務理事
- 日髙義博 - 学長、理事長（一時、両役職を兼任）を経て「大学史担当」の常務理事に就任（再掲）

#### 理事
- 進藤孝二[1] - 理事。大阪商船三井船舶会長等を歴任
- 本田親男[2] - 理事。毎日新聞社長、毎日放送最高顧問等を歴任
- 鹿島守之助[2]  - 理事。法学博士。鹿島建設会長等を歴任
- 椎名悦三郎[3] - 理事。自由民主党副総裁等を歴任
- 竹下登[4] - 理事。島根県議会議員、衆議院議員等を歴任
- 平岡敏男[5] - 理事。毎日新聞社取締役会長等を歴任

## 名誉学位
専修大学が名誉博士称号を授与した者を記す。
- ジャン＝ベルトラン・アリスティド[6] - ハイチ共和国の元司祭、元大統領
- ゴンサロ・サンチェス・デ・ロサダ[7] - ボリビア多民族国元大統領（授与当時はボリビア共和国第74代大統領）
- ナツァギーン・バガバンディ[8] - モンゴル国第2代大統領
- ジョディ・ウィリアムズ[9] - 平和活動家、ノーベル平和賞受賞者
- ブアソーン・ブッパーヴァン[10] - ラオス人民民主共和国第5代首相

## 所属別教員
他大学、他大学大学院出身者、定年退職者、定年前退職者（依願退職者）、故人、ならびに定年退職による名誉教授などを含む。

### 商経学部
かつて存在していた商経学部に所属していた教員を記す。
- 井上謙治 - 元助教授、アメリカ文学
- 内田義彦 - 元教授、元商経学部長、元経済学部教授
- 森田桐郎 - 元教員（職位不明）、国際経済学

### 経済学部・経済学研究科
- 相田慎一 - 名誉教授、マルクス経済学、経済史
- 新家憲 - 経済学部元講師、専修大学北海道短期大学学長、専修大学名誉教授、専修大学北海道短期大学環境科学研究所元所長。農学者、工学者、環境影響評価
- 泉武夫 - 元専修大学北海道短期大学学長、経済学部教授を経て経済学部長、近現代日本経済史、専修大学名誉教授
- 伊藤萬里 - 元経済学部准教授、国際経済学
- 稲田十一 - 経済学部教授、社会分析
- 内田弘 - 名誉教授。『資本論』形成史、自由時間、三木清
- 内田義彦 - 元教授、元商経学部長、元経済学部教、経済学史、社会思想史（再掲）
- 江沢譲爾 - 元社会科学研究所長、経済学部元教授、経済地理学（工業立地論）
- 大河内一男 - 元経済学部長、元専修大学学長。社会政策（生産力理論）。のちに東京大学総長
- 荻野博司 - 経済学部元非常勤講師、元朝日新聞論説副主幹
- 国松久弥 - 元経済学部教授。経済地理学
- 栗木安延 - 元経済学部教授、マルクス経済学者、歴史学者
- 佐島直子 - 経済学部教授、国際安全保障論、第15回コムソフィア賞受賞者
- 高橋長太郎 - 元学長、経済学者
- 長幸男 - 元教授、近代日本の経済思想史、金融論
- 鶴田俊正 -  元教授、名誉教授
- 中村秀一郎 - 元経済学部教授、経営学者
- 野口旭 - 経済学部教授、国際経済学
- 平尾光司 - 元教授、元専修大学都市政策研究センター長、元日本長期信用銀行副頭取
- 平島真一 - 元教授、国際経済学
- 望月宏 - 元経済学部教授、名誉教授、情報産業論、情報経済論
- 森田桐郎 - 元教員。国際経済学（再掲）
- 宮本光晴 - 経済学部教授、企業経済学、労働経済学
- 正村公宏 - 名誉教授、経済政策論
- 山口勝業 - 元経済学研究科客員教授、イボットソン日本法人創立者・会長、早稲田大学教授
- 江口英一 - 元経済学部教授、社会福祉、社会保障、貧困問題、日雇い労働者問題

### 法学部・法学研究科・法務研究科
専門職大学院である法科大学院（専修大学における法科大学院である大学院法務研究科）は、法科大学院制度が始まる前から存在する大学院法学研究科や法学部とは、別の組織とされているが、兼任（兼務）者もいるため、まとめて記す。
ただし、法科研究科の客員教員（実務家兼任教員）、兼任教員（研究者兼任教員）については原則的に省略する。
また、大学院法学研究科と法学部との兼任者は所属学部が法学部の者を記すが、文学部と大学院法学研究科の兼任者は記さない。
- 青竹正一 - 元法学部教授、会社法（商法）
- 赤堀雅幸 - 元法学部専任講師、中東研究
- 池田文雄 - 元法学部教授、名誉教授、空法
- 石井良助 - 元法学部教授、法制史
- 石村修 - 元法科大学院院長、法務研究科教授、名誉教授、公法学（憲法学）
- 石村善助 - 元大学院法学研究科長、元法学部教授、東京都立大学名誉教授、民法、法社会学
- 泉久雄 - 専修大学名誉教授、家族法
- 岩井宜子 - 名誉教授、弁護士、元法学部教授、元法科大学院教授
- 上村達男 - 元法学部教授、商法
- 打田峻一 - 元法学部教授、名誉教授、弁護士、元国家公務員、民法
- 梅本吉彦 - 元法学部教授、名誉教授、弁護士、民事訴訟法、法情報学、知的財産権
- 大嶽秀夫 - 元法学部助教授、日本政治論
- 大野平吉 - 元法学部教授、広島大学名誉教授、刑法学
- 大浜啓吉 - 法学部元教授、行政法
- 岡部達味 - 元法学部教授、東京都立大学名誉教授、中国政治論
- 奥平康弘 - 法学部元講師、憲法学、九条の会の呼びかけ人の一人
- 小関紹夫 - 元法学部教授、名誉教授、元官僚、弁護士、行政法
- 小田中聰樹 - 元法学部教授、九条科学者の会呼びかけ人
- 勝本正晃 - 法学部名誉教授、元法学部長、民法学
- 加藤克佳 - 法務研究科教授、刑事訴訟法、元司法試験考査委員
- 小出錞一 - 元法学部教授、刑事訴訟法
- 小林弘和 - 元法学部教授、行政学
- 小林直樹 - 元法学部教授、名誉教授、憲法学
- 小宮文人 - 元法務研究科教授、労働法
- 佐野裕志 - 元法科大学院長、法務研究科教授、民事訴訟法、元司法試験考査委員
- 高橋寿一 - 法学部教授、民事法、国地方係争処理委員会委員長代理
- 高橋勇夫 - 元法学部教授、日本近現代文学、現代アメリカ文学
- 戸水寛人 - 元法学部教授、ローマ法、民法学
- 野村秀敏 - 元法務研究科教授、民事訴訟法、元司法試験考査委員
- 橋本正博 - 法科大学院長、法務研究科教授、刑法、元司法試験考査委員
- 平井宜雄 - 名誉教授、元法科大学院院長、民法
- 広渡清吾 - 元法学部教授、ドイツ法、比較法社会論、東京大学名誉教授、元東京大学副学長
- 藤本一美 - 法学部名誉教授、政治学
- 増田英敏 - 法学部教授、租税法、第1回租税資料館論文賞（1993年）、第7回財団法人租税資料館賞（1998年）
- 吉田清司 - 法学部教授、スポーツ科学
- 隅野隆徳 - 元法学部長、名誉教授、憲法学
- 高木侃 - 元法学部教授、日本法制史
- 田辺繁子 - 元法学部教授、名誉教授、家族法
- 棟居快行 - 法務研究科教授、憲法学
- 伊藤正己 - 法学部元兼任講師、法学者、裁判官
- 鵜飼信成 - 元法学部教授、憲法、行政法
- 太田亮 - 元法学研究科教授、歴史学、氏族制度

### 経営学部・経営学研究科
- 麻島昭一 - 名誉教授、近代日本経営史、金融史
- 新井範子 - 元経営学部教授、消費者行動分析
- 魚田勝臣 - 名誉教授、情報システム、情報システム教育、ソフトウェア工学
- 大河内正陽 - 元経営学部教授、専修大学情報科学研究所元所長、計算機工学
- 岡崎文次 - 元経営学部教授、電子計算機FUJIC開発者
- 小田切美文 - 名誉教授、理学博士（九州大学）、元経営学部教授、元学長、数学、統計学、情報学
- 加藤茂夫 - 経営学部教授、組織構造、ベンチャー企業
- 櫻井通晴 - 名誉教授、原価計算論、会計管理
- 佐藤満 - 経営学部教授、医学博士（昭和大学）、スポーツ科学、1988年ソウルオリンピックレスリング男子フリースタイル52kg級金メダリスト
- 鳩山由紀夫 - 元経営学部助教授、オペレーションズリサーチ、元衆議院議員、元内閣総理大臣
- 松浪健四郎 - 元経営学部教授（その後、衆議院議員を経て学校法人日本体育大学の理事長に就任）
- 嶺井正也 - 経営学部教授、教育政策・教育行政学

### 商学部・商学研究科
- 赤羽新太郎 - 商学部元教授、経営学、国際経営論
- 朝野熙彦 - 商学部元教授、市場調査論、経営学（マーケティング・サイエンス、マーケティング・リサーチ）
- 芦澤幸男 - 商学部元教授、物流
- 安藤英義 - 商学部教授、財務会計（企業会計制度と会計基準）
- 大西勝明 - 名誉教授、元商学部教授、情報産業、経済学研究科博士課程単位取得退学
- 大林守 - 商学部教授、応用計量経済学
- 小山太一 - 商学部教授、翻訳家、英国の小説研究・映画研究
- 首藤昭信 - 商学部元准教授、財務会計
- 高橋義仁 - 商学部教授、経営戦略論、経営組織論、技術経営
- 高橋裕 - 商学部教授、経営学者、情報科学
- 近見正彦 - 商学部元助教授、保険法、海上保険契約

### 文学部・文学研究科
大学院法学研究科との兼任者は所属学部が文学部の者を記す。
- 青木美智男 - 元文学部教授、日本史
- 阿部正美 - 名誉教授、国文学（松尾芭蕉）
- 荒木敏夫 - 元教授、元文学部長、元副学長、名誉教授、日本古代史
- 李宇韺 - 文学部准教授（元・法学部准教授）、スポーツ科学（コーチング論）
- 石川美子 - 元文学部助教授、フランス文学（ロラン・バルト研究）
- 石黒吉次郎 - 元文学部教授、名誉教授、中世日本文学
- 板坂則子 - 文学部教授、近世戯作（曲亭馬琴）
- 市倉宏祐 - 元文学部教授、名誉教授、フランス現代哲学
- 伊藤博明 - 文学部教授、ルネサンスの思想史、芸術論
- 植村八潮 - 文学部教授、日本の電子書籍研究・普及
- 大久保譲 - 文学部准教授、翻訳家、近現代イギリス文・文化史
- 太田陽子 - 元教授、変動地形学
- 大庭健 - 元教授、名誉教授、元専修大学図書館館長、倫理学、分析哲学
- 岡村達也 - 文学部元助教授、心理療法基礎論
- 小和田顯 - 元文学部教授、漢文学
- 神崎繁 - 文学部教授、古代哲学
- 北川隆吉 - 元文学部教授、労働社会学
- 久木留毅 - 文学部准教授、スポーツ医学博士（筑波大学）、スポーツ情報戦略
- 小山利彦 - 文学部教授、国文学（『源氏物語』）
- 佐々木孝次 - 文学部元教授、精神分析学
- 杉靖三郎 - 元文学部教授、生理学者、医学評論家
- 竹内整一 - 元文学部教授、元大学院文学研究科教授、倫理学、日本思想
- 武田徹 - 文学部教授、ジャーナリスト、評論家、メディア社会論、共同体論、産業社会論
- 塚本利明 - 名誉教授、元文学部長、元英米文学科長[11]、英文学、比較文学
- 土屋昌明 - 文学部教授、中国文学、思想史・文学論
- 寺脇研 - 文学部、人間科学部講師
- 貫成人 - 文学部教授、文学博士（東北大学）初代文学部哲学科長、哲学
- 橋本達雄 - 名誉教授、国文学（『万葉集』）
- 土生田純之 - 名誉教授、元文学部教授、文学博士（関西大学）、考古学（古墳、日朝交流）
- 廣中直行 -  元文学部教授、心理学
- 船木亨 - 文学部教授、第二代文学部哲学科長、現代フランス哲学、倫理学
- 湯浅治久 - 文学部教授、日本中世史
- 米村みゆき - 文学部准教授、現代日本文学（宮澤賢治）、アニメーション・リテラシー

### 人間科学部
大学院文学研究科との兼任者は所属学部が人間科学部の者を記す。
- 村松励 - 人間科学部教授、犯罪心理学、日本犯罪心理学会会長

### ネットワーク情報学部
大学院経営学研究科経営学専攻情報管理コースとの兼任者は、所属学部がネットワーク情報学部所属の者を記す。
- 伊東洋三 - 名誉教授、専修大学情報科学研究所元所長、専修大学経営研究所元所長、元学部長、経済学者
- 蔵下勝行 - 名誉教授、専修大学情報科学研究所元所長、経済学者
- 河野敏鑑 - ネットワーク情報学部講師、経済学者
- 坂本實 - 名誉教授、専修大学情報科学研究所元所長、元学部長、情報学者、オペレーションズリサーチ
- 佐藤創 - 元教授、元専修大学情報科学センター長、数学者、情報理論、ウェーブレット変換
- 高津信三 - 元教授、初代学部長、経営工学
- 望月俊男 - 元ネットワーク情報学部教授、教育工学
- 綿貫理明 - ネットワーク情報学部教授、専修大学情報科学研究所元所長、評議員、情報工学

### 国際コミュニケーション学部
- 石川達夫 - 国際コミュニケーション学部教授（元・文学部教授）、神戸大学名誉教授、スラヴ文化論、ロシア・チェコの文学
- 河野真太郎 - 国際コミュニケーション学部教授（元・法学部教授）、英文学、20世紀イギリスの文化と社会
- 松原朗 - 国際コミュニケーション学部教授（元・文学部教授）、中国文学（杜甫）

### 所属不明者
教員として専修学校、専修大学、専修大学大学院に所属していたことがあるが、所属学部等が不明、あるいは曖昧な者を記す。
- 飯田利行 - 元教授。仏教学。總持寺顧問
- 池田宏 - 元教員。東京市助役、京都府、神奈川県の元官選知事
- 今村学郎 - 元教員（職位詳細不明）、日本の地理学者、地形学者、地質学者
- 大石初太郎 - 元教授、国語学
- 呉文炳 - 元教員（職位不明）、経済学者、日本大学第4代総長、貴族院議員等を歴任

### 専修学校の教員
前身である専修学校の教員を記す。
- 添田壽一 - 専修学校時代の教員。法学博士。官僚をしながら「商業史」などを講じる。実業家、日本法律学校（後の日本大学）の創立者の一人
- 両角彦六 - 専修学校時代の教員。横浜地方裁判所の判事等を経て弁護士、和仏法律学校（後の法政大学）理事等になるも、帝国議会の議員に
- 木下友三郎 - 専修学校時代の教員。行政裁判所部長、明治大学学長・総長

## OB・OG

### 学界（教育者、研究者、学者）
専修大学卒業者または専修大学大学院修了者で、他大学や大学院、研究機関等に現在在職者している者、あるいは、過去に在職していた者（専修大学卒業者、専修大学大学院修了者等で専修大学あるいは専修大学大学院在職者については上記参照）。
- 荒松雄 - 東京大学名誉教授、日本学士院会員、歴史学者
- 遠藤郁子 - 清州大学校外国人専任講師
- 大浜啓吉 - 早稲田大学政治経済学術院教授、法学者
- 大平義隆 - 北海学園大学経営学部教授
- 久々湊晴夫 - 北海学園大学法科大学院元教授、北海道医療大学名誉教授
- 小酒井正和 - 玉川大学工学部准教授、会計学者
- 小島康史 ‐ 日本文理大学工学部教授
- 櫻井欽一 - 東京科学博物館（現国立科学博物館）嘱託、横浜国立大学講師、アマチュア鉱物学者、地球科学者
- 櫻井弘晃 - 九州国際大学学長
- 菅沼貞風 - 高等商業学校（現一橋大学）教諭
- 鈴木敬夫 - 札幌学院大学名誉教授、法学者
- 福田潤 - 教育者、日本芸術高等学園校長
- 水尾順一 - 駿河台大学経済学部教授を経て名誉教授、経営学者
- 吉川日出男 - 札幌学院大学名誉教授
- 丸山惠也 - 立教大学名誉教授、経営学者、愛知東邦大学元学長（学長当時は東邦学園大学）
- 水尾順一 - 駿河台大学教授
- 与那覇恵子 - 東洋英和女学院大学国際社会学部教授

### 政界

#### 国会議員
- 川島正次郎 - 元自由民主党副総裁、元自治庁長官、元北海道開発庁長官、元専修大学総長
- 岩崎総十郎 - 弁護士、元衆議院議員、七十七銀行監査役などを歴任
- 井芹康也 - 明治時代後期から昭和時代の政治家。実業家。銀行家。貴族院多額納税者議員。
- 寿原正一 - 昭和期の実業家、政治家、元衆議院議員、自由民主党
- 長正路 - 昭和期の労働運動家、新聞記者、実業家、政治家。衆議院議員、元日本社会党
- 佐野進 - 昭和期の地方公務員、労働運動家、政治家、衆議院議員、元日本社会党
- 高杉廸忠 - 元日本社会党、参議院議員
- 関俊吉 - 政治家、実業家、立憲民政党、衆議院議員、岡合名会社、大和毎日新聞社各社長
- 妹尾順平 - 元衆議院議員、妹尾銀行頭取、岡山商事社長、日丸米肥監査役
- 山下徳夫 - 元衆議院議員、自由民主党、元運輸大臣、元厚生大臣、元内閣官房長官
- 続訓弘 - 元参議院議員、公明党、元総務庁長官、元公明党副代表、東京都副知事、大学院修了
- 和田静夫 - 元参議院議員・衆議院議員、元日本社会党、党中央執行副委員長
- 松井政吉 - 元衆議院議員、元日本社会党、党事務局長・情報部長・庶務部長
- 中村庸一郎 - 元衆議院議員、元自由民主党、叙勲授賞、元日本エボナイト社長、元大日本セロフィン会長
- 鈴木周次郎 - 元衆議院議員、元日本民主党、
- 時崎雄司 - 元衆議院議員、元日本社会党、元茨城県職員組合委員長
- 依光好秋 - 元衆議院議員、元立憲政友会、元陸軍政務次官、元読売新聞政治部長
- 浜田靖一 - 衆議院議員、自由民主党、防衛大臣、浜田幸一の長男
- 内山晃 - 元衆議院議員、元総務大臣政務官、社会保険労務士
- 稲津久 - 衆議院議員、公明党、厚生労働副大臣、元農林水産大臣政務官
- 小熊慎司 - 衆議院議員、国民民主党
- 石井章 - 参議院議員、元衆議院議員、日本維新の会
- 金村龍那 - 衆議院議員、日本維新の会
- 松村祥史 - 参議院議員、自由民主党、国家公安委員会委員長、国土強靱化担当、領土問題担当、内閣府特命担当大臣（防災　海洋政策）、丸昭商事元代表取締役社長
- 東国原英夫 - 元衆議院議員、元日本維新の会、元宮崎県知事、政治評論家
- 奥下剛光 - 衆議院議員、日本維新の会
- 中根一幸 - 衆議院議員、自由民主党、内閣府副大臣、元外務副大臣、大学院法学研究科修了
- 堀井学 - 元衆議院議員、自由民主党、外務大臣政務官、元スピードスケート選手
- 井原巧 - 衆議院議員、自由民主党、元経済産業大臣政務官、元四国中央市長
- 西沢定吉 - 元衆議院議員、元立憲政友会、元天童町長
- 本田恒之 - 元衆議院議員、元司法政務次官、弁護士
- 横山隆俊 - 戦前の実業家、元政治家、元貴族院議員
- 平岡萬次郎 - 元衆議院議員、弁護士
- 岩崎一高 - 元衆議院議員、元立憲政友会、元松山市長
- 吉川兼光 - 元衆議院議員、元日本社会党、元民主社会党
- 上野雄文 - 元参議院議員、元日本社会党
- 加藤明良 - 参議院議員、自由民主党

#### 地方自治体関係者（知事、市町村長、区長、地方議会議員など）
- 馳浩 - 石川県知事、元衆議院議員、元文部科学大臣、自由民主党国会対策副委員長、元プロレスラー、専修大学レスリング部名誉監督（元監督）
- 新宮正志 - 元北海道室蘭市長
- 野田武則 - 岩手県釜石市長、元岩手県議会議員
- 亀山豊文 - 元群馬県桐生市長、元群馬県議会議員
- 髙木勉 - 群馬県渋川市長
- 海野徹 - 元茨城県那珂市長
- 中田裕 - 元茨城県桜川市長
- 小谷野剛 - 埼玉県狭山市長
- 土屋元 - 千葉県勝浦市長
- 吉住弘 - 元東京都台東区長、元東京都議会議員、元台東区議会議員
- 長谷部健 - 東京都渋谷区長、元渋谷区議会議員
- 内野優 - 神奈川県海老名市長、元海老名市議会議員
- 村田邦子 - 神奈川県二宮町長、元神奈川県議会議員、元二宮町議会議員
- 勝俣浩行 - 神奈川県箱根町長
- 樋口雄一 - 山梨県甲府市長
- 中田武志 - 元岡山県倉敷市長
- 黒田晋 - 岡山県玉野市長、元玉野市議会議員
- 江原達也 - 山口県長門市長
- 井原巧 - 元愛媛県四国中央市長、元愛媛県議会議員
- 法光院晶一 - 高知県香美市長
- 佐々木敏夫 - 大分県豊後高田市長
- 荒木義行 - 熊本県合志市長
- 加藤龍幸 - 北海道石狩市長
- 田口伸一 - 茨城県鹿嶋市長
- 大幸甚 - 元石川県加賀市長、元石川県議会議長
- 片岡春雄 - 北海道寿都町長
- 村山祥栄 - 元京都府京都市会議員
- 小林孝也 - 東京都千代田区議会議員
- 坂田健史 - 東京都稲城市議会議員
- 森愛 - 東京都議会議員
- 堀井学 - 元北海道議会議員

#### 行政
- 永瀧久吉 - 元ホノルル総領事、元上海総領事
- 久木留毅 - スポーツ庁参与
- 竹中博康 - 石川県副知事、元石川県教育委員会教育長
- 高田晴行 - 岡山県警察警視、カンボジア文民警察官
- 清水洋文 - 第28代消防総監
- 向江璋悦 - 検察官、弁護士、刑事法学者、予科中退

#### その他
- 崔栄喜 - 政治家、元大韓民国陸軍国防大臣
- 工藤忠 - 政治家、元満州国侍衛処長、宮内府顧問官、中退

### 法曹界（裁判官・検察官・弁護士）
- 古久保正人 - 名古屋高等裁判所部総括判事、元青森地方裁判所長、元東京高等裁判所判事
- 深沢茂之 - 山形地方裁判所長、元横浜地方裁判所部総括判事、元東京高等裁判所判事
- 佐賀元明 - 元大阪高等検察庁検事、元最高裁判所司法研修所教官、元法務省司法試験考査委員
- 今村力三郎 - 弁護士、足尾銅山鉱毒事件など著名な事件に携わった
- 向江璋悦 - 弁護士、検察官、刑事法学者

### 経済

#### 金融
- 浜谷哲 - 青森銀行代表取締役会長
- 山下昌宏 - クレディセゾン代表取締役社長
- 岩崎総十郎 - 七十七銀行元監査役
- 相馬永胤 - 横浜正金銀行元頭取
- 竹中博康 - 信用保証協会会長
- 西野嘉右衛門 - 阿波銀行元頭取
- 土井八郎兵衛- 百五銀行元頭取
- 山下昌宏 - 出光クレジット代表取締役会長

#### 小売
- 赤井田真希 - ユニクロ日本事業最高経営責任者CEO兼ファーストリテイリンググループ執行役員
- 石田満 - 銚子丸代表取締役社長
- 桑野光正 - ヤマダ電機代表取締役社長
- 小林高行 - 東武宇都宮百貨店代表取締役社長
- 斎藤統 - AECC代表取締役社長。元イッセイミヤケ・ヨーロッパ社社長
- 中川晋-日清食品代表取締役社長
- 塩井賢一-プレナス代表取締役社長
- 乙津宜男-紀伊國屋書店代表取締役社長

#### メディア・出版・印刷
- 小田久栄門 - BS朝日会長、元テレビ朝日プロデューサー
- 森川桑三郎 - 森川印刷所社長
- 森口忠造 - 毎日新聞社元事業部長・販売部長、専修大学理事長・総長
- 有森新吉 - 山陽新聞社元代表取締役社長
- 寿原正一 - 北海道テレビ放送元代表取締役社長
- 岩立良作 - オフィスぼくら代表取締役社長
- 小林豊 - フジテレビジョン執行役員、テレビ静岡代表取締役社長
- 早川清 - 早川書房創業者

#### 公共、交通、通信、建設
- 町井久之（本名は鄭建永） - 東声会会長。釜関フェリー会長。東亜相互企業社長。在日本大韓民国民団中央本部顧問。日本プロレス協会副会長[12]
- 明田川進 - マジックカプセル代表取締役社長
- 渡邊亮徳 - 東映元本社副社長
- 中村庸一郎 - 日東交通元代表取締役社長
- 永瀧久吉 - 東京建物元取締役
- 栗田穣崇 - カドカワ元代表取締役
- 松尾利彦 - windie代表取締役社長
- 田島達策 - ミツウロコグループホールディングス創業者
- 横山隆俊-金沢電気軌道元社長

#### 製造
- 尾堂真一 - 日本特殊陶業代表取締役会長兼社長
- 宮崎友太郎 - 静岡ガス元監査役
- 坂本志魯雄 - 太陽石油取締役
- 鈴木周次郎 - 森永乳業元取締役
- 中田裕 - 富谷牛乳元代表取締役社長
- 田島達策-群馬電力元社長

#### 情報・その他サービス
- 五十嵐豪 - フードクリエイティブファクトリー代表取締役社長
- 尾関茂雄 - アクシブドットコム（現CARTA HOLDINGS）創業者、ZEEL創業者・社長
- 近藤健次 - ビー・エム・エル創業者
- 栗田穣崇 - ドワンゴ専務取締役COO兼niconico代表、カスタムキャスト取締役
- 坂下英樹 - リンクアンドモチベーション代表取締役社長
- 小杉理宇造 - スマイルカンパニー代表取締役社長、ジャニーズ事務所顧問[13]、ジャニーズ・エンタテイメント代表取締役社長
- 渡邊亮徳 - 東映ビデオ元代表取締役社長
- 森口忠造 - 毎日ホール元専務取締役
- 額賀剛治 - ライフエンタテイメント代表取締役
- 秋山準 - 全日本プロレス元代表取締役社長

#### 団体・その他
- 中村祥之 - ファースト・オン・ステージ代表取締役社長
- 黒岩彰 - 西武ライオンズ元球団代表社長
- 栗田穣崇 - バンダイナムコゲームス元ゼネラルマネージャー
- 永島勝司 - 新日本プロレスリング元取締役
- 岡本竜汰 - ニュートラル代表取締役
- 木暮康雄 - ウリドキ代表取締役社長
- 世取山宏秋 - バンダイナムコホールディングス 元ゼネラルマネージャー
- 勝久マイケル - 信州ブレイブウォリアーズ球団社長

### 文化

#### 文学
- 二葉亭四迷 - 小説家、翻訳家
- 菅沼貞風 - 文学者、愛称は貞風
- 松居松葉 - 劇作家、演出家、小説家、翻訳家
- 岩野泡鳴 - 小説家、詩人
- 上野歩 - 作家
- 深町秋生 - 作家
- 滝本竜彦 - 作家
- 雫井脩介 - 作家
- 桂美人 - 小説家、第27回横溝正史ミステリ大賞受賞
- こざわたまこ - 小説家
- 藤原京 - 作家
- 佐々木俊介 - 作家
- 渡邉睦月 - 脚本家
- 枡野浩一 - 歌人
- 横井司 - 文芸評論家
- 榎本正樹 - 文芸評論家
- 笹川吉晴 - 文芸評論家
- 日下三蔵 - 作家、ミステリ・SF研究家
- 新倉イワオ - 放送作家、日本放送作家協会会員
- 小島てるみ - 作家
- 山田順子 - 時代考証家、放送作家
- 押川剛 - ノンフィクション作家、ジャーナリスト
- 千澤のり子 - 作家、評論家
- 松井博之 - 文芸評論家
- 井上亜樹子 - 脚本家
- 中村淳彦 - ノンフィクション作家
- 寺本晃輔 - 劇作家
- 白洲信哉 - 文筆家

#### 映画・クリエイター
- 荒木哲郎 - アニメーション監督
- 赤羽博 - 演出家・テレビディレクター、映画監督
- 石井秀人 - 映画監督
- 小島康史 - 映画監督
- 小松隆志 - 映画監督
- 村上賢司 - 映画監督
- 釘宮慎治 - 映画監督
- 矢城潤一 - 映画監督、作家
- 日暮謙 - テレビドラマ演出家、映画プロデューサー
- 明田川進 - 音響監督、プロデューサー、マジックカプセル代表取締役
- 世取山宏秋 - ゲームクリエイター、ソウルシリーズ開発者

#### 美術
- 岸野圭作 - 日本画家
- 小林伸一郎 - 写真家
- 三塚幸彦 - 製管師（尺八制作者）

#### 漫画
- カネコアツシ - 漫画家
- 菊田洋之 - 漫画家
- 古泉智浩 - 漫画家

### 芸能

#### 俳優・タレント・アーティスト
- 潮健児 - 俳優
- 船越英二 - 俳優
- ジョウ・オハラ - 俳優
- 武藤章生 - 俳優
- 奥村公延 - 俳優
- モロ師岡 - 俳優、コメディアン
- 尾崎英二郎 - 俳優
- 永島敏行 - 俳優
- 仲村トオル - 俳優
- 大沢たかお - 俳優
- 樋渡真司 - 俳優
- 松本岳 - 俳優
- 野口大輔 - 俳優
- 庄野﨑謙 - 俳優
- 野村祐希 - 俳優
- 田原正治 - 俳優、声優
- 岡本竜汰 - 俳優、モデル
- 小田原れみ - 俳優、タレント
- 加藤ローサ - 俳優
- 新保はる奈 - 俳優
- ららさくら - 俳優、タレント
- 橋本晃一 - 声優
- 成瀬誠 - 声優
- 沢城みゆき - 声優
- 中川亜紀子 - 声優
- 井上奈々子 - 声優
- 達依久子 - 声優
- 河原崎権十郎（4代目） - 歌舞伎俳優
- 立川談修 - 落語家、落語立川流所属
- 桂鯛蔵 - 落語家、米朝事務所所属
- 桂小文治 - 落語家
- 小堺一機 - タレント、俳優
- なすび - タレント、俳優
- 原一平 - タレント
- 近藤綾子 - タレント
- 岡田佑里恵 - タレント
- 鍋本帆乃香 - タレント
- 美甘子 - アイドル、タレント
- 瀬谷ひかる - モデル、レースクイーン
- うさまりあ - グラビアアイドル
- 和田弘 - 元歌手、和田弘とマヒナスターズのリーダー
- 上原敏 - 元歌手
- 宮田悟志 - 歌手（元BREATHE）
- 北川大介 - 歌手
- 當間ローズ - 歌手、モデル
- しなこ - 歌手
- 河野玄太 - シンガーソングライター、作詞家、作曲家
- オホーツク太郎 - シンガーソングライター
- 手がクリームパン - シンガーソングライター
- 水沢里美 - アーティスト（元Whiteberry）
- 布谷文夫 - ミュージシャン
- 三塚幸彦 - 尺八奏者
- やくみつゆ - 芸人
- ヒデ - 芸人（ペナルティ）
- ワッキー - 芸人（ペナルティ）（中退）
- エアコンぶんぶんお姉さん - 芸人（中退）
- 富田仲次郎 - 俳優（中退）
- 若林豪 - 俳優（中退）
- 奥村優希 - 俳優（中退）
- ダイアモンド☆ユカイ - ミュージシャン（中退）
- 小野正利 - ミュージシャン（中退）
- 立川志らら - 落語家（中退）
- SEIKIN - YouTuber（中退）

#### メディア（アナウンサー、パーソナリティーなどを含む）
- AZUSA（千駄あずさ） - ラジオパーソナリティ
- 太田元治 - 元朝日放送アナウンサー、テレビプロデューサー
- 上田まりえ - マルチタレント、元日本テレビアナウンサー
- 上中勇樹 - フジテレビアナウンサー
- オカファーエニス豪 - テレビ宮崎アナウンサー
- 鈴木通代 - 元静岡放送アナウンサー
- 小嶋健太 - 静岡放送社員・元アナウンサー
- 加藤裕介 - アール・エフ・ラジオ日本アナウンサー
- 鈴江晴彦 - 栃木ゴールデンブレーブス広報・実況アナウンサー、元栃木放送・岐阜放送アナウンサー
- 古瀬俊介 - フリーアナウンサー、元茨城放送アナウンサー
- 山田浩史 - 群馬テレビアナウンサー
- 田中寿江 - フリーアナウンサー。元山口朝日放送・広島ホームテレビアナウンサー
- 角井雅好 - 元NHKアナウンサー
- 都倉悠太 - NHKアナウンサー
- 中村次郎 - NHK気象キャスター
- 村上和宏 - 東海ラジオ放送アナウンサー
- 村上真吾 - NHKアナウンサー
- 小林康秀 - 中国放送アナウンサー
- 江連裕子 - フリーアナウンサー
- 白石紘一 - 南海放送アナウンサー
- 村上幸政 - 山梨放送アナウンサー
- 末國善己 - ライター、専修大学人文科学研究所特別研究員
- 中村淳彦 - フリーライター
- 渡邊亮徳 - 東映の元映画プロデューサー・テレビプロデューサー
- 志摩夕起夫 - 音楽評論家、元ラジオ東京アナウンサー
- 千澤のり子 - 評論ライター、シナリオライター、作家
- 日下三蔵 - フリー編集者、アンソロジスト
- 本間淳子 - 元アナウンサー（フジテレビ）
- 村田佳壽子 - 環境ジャーナリスト、フリーアナウンサー、明治大学環境法センター客員研究員
- 松尾利彦 - テレビプロデューサー
- 稲葉義泰 - 軍事ライター
- 佐藤昇 - ジャーナリスト、週刊報道サイト代表取締役主筆
- 船越遼太郎 - 琉球朝日放送記者
- 勝田康三 - テレビプロデューサー（中退）
- 木村雅幸 - エフエム石川アナウンサー
- 三嶋毬里衣 - 東京スポーツ新聞社競馬担当記者
- 笹村朱里 - 静岡朝日テレビアナウンサー

#### 気象予報士
- 若菜三千代 - 気象予報士
- 太谷智一 - 気象予報士
- 小林正寿 - 気象予報士

#### 評論家
- 縄田一男 - 文芸評論家
- 伏木悦郎 - 自動車評論家
- 渡辺敏史 - 自動車評論家
- 石川真禧照 - 自動車評論家
- 熊倉重春 - 自動車評論家
- 伊藤政則 - 音楽評論家

#### 研究家
- 渡辺啓太 - バレーボールアナリスト、國學院大學人間開発学部准教授
- 新倉イワオ - 心霊研究家、財団法人日本心霊科学協会理事
- フェアリア未紀 - オーラソーマ、カラーセラピスト
- 五十嵐豪 - 料理研究家
- 西ヶ谷恭弘 - 城郭研究家

### スポーツ

#### 野球
※下記以外の人物については『専修大学硬式野球部』等参照
- 成田友三郎 - 元プロ野球選手（中退）
- 五味芳夫 - 元プロ野球選手（中退）
- 高橋輝彦 - 元プロ野球選手（中退）
- 福田勇一 - 元プロ野球選手
- 畑福俊英 - 元プロ野球選手（中退）・元全日本チームの一員、大日本東京野球倶楽部（後の読売ジャイアンツ）初の契約選手の内の一人
- 加藤信夫 - 元プロ野球選手（中退）
- 武田勇 - 元プロ野球選手（中退）
- 三村勲 - 元プロ野球選手
- 関清和 - 元プロ野球選手
- 一言多十 - 元プロ野球選手
- 杉山光平 - 元プロ野球選手
- 梶岡忠義 - 元プロ野球選手
- 森永勝也 - 元プロ野球選手・監督
- 古葉竹識 - 元プロ野球選手・監督（中退）
- 芝池博明 - 元プロ野球選手、東都大学野球連盟で歴代最多の41勝を記録
- 中尾孝義 - 元プロ野球選手
- 山沖之彦 - 元プロ野球選手
- 山本一彦 - 元プロ野球選手、韓国名・崔一彦
- 定岡徹久 - 元プロ野球選手
- 大野雄次 - 元プロ野球選手（中退）
- 宮里太 - 元プロ野球選手
- 佐野真樹夫 - 元プロ野球選手
- 佐野心 - 元プロ野球選手
- 岡林洋一 - 元プロ野球選手
- 杉山賢人 - 元プロ野球選手、1992年バルセロナオリンピック銅メダリスト
- 武藤潤一郎 - 元プロ野球選手
- 黒田博樹 - 元プロ野球選手、2004年アテネオリンピック銅メダリスト
- 町田公二郎 - 元プロ野球選手
- 小林幹英 - 元プロ野球選手
- 安藤正則 - 元プロ野球選手
- 江草仁貴 - 元プロ野球選手
- 杉山春樹 - 元プロ野球選手
- 堀込基明 - 元プロ野球選手
- 寺岡孝 - 元プロ野球選手
- 野崎泰一 - 元プロ野球選手・監督
- 福田昌久 - 元プロ野球選手
- 興津立雄 - 元プロ野球選手
- 大屋好正 - 元プロ野球選手
- 西俊児 - 元プロ野球選手
- 萩原多賀彦 - 元プロ野球選手
- 長谷高成泰 - 元専修大学硬式野球部監督、現コーチ
- 長谷川勇也 - 元プロ野球選手（現福岡ソフトバンクホークス一軍打撃コーチ）
- 松本哲也 - 元プロ野球選手（現読売ジャイアンツ三軍外野総合コーチ）
- 芦沢明 - 元プロ野球選手
- 橋本正吾 - 元プロ野球選手（中退）
- 坂井勝二 - 元プロ野球選手
- 杉山知隆 - 元プロ野球選手
- 山本真一 - 元プロ野球選手（中退）
- 須田喜照 - 山梨学院大学附属高等学校野球部元監督
- 土本恭平 - 元プロ野球選手
- 畝龍実 - 元プロ野球選手
- 加藤正次 - 元プロ野球選手
- 小池兼司 - 元プロ野球選手
- 酒井泰志 - 元プロ野球選手
- 鈴木芳太郎 - 元プロ野球選手
- 手塚勝巳 - 元プロ野球選手、スーツアクター
- 永井洋二郎 - 元プロ野球選手
- 山本兵吾 - 元プロ野球選手
- 渡辺清 - 元プロ野球選手
- 前川芳男 - 元パシフィック・リーグ審判部長
- 佐藤正治 - 元プロ野球選手
- 平岡政樹 - 元プロ野球選手、引退後に入学
- 岡本健一郎 - 元プロ野球選手
- 深澤季生 - 横浜DeNAベイスターズチームスタッフ（独立リーグ経験のみのブルペン捕手）
- 味園博和 - 千葉ロッテマリーンズチームスタッフ（プロ経験のないブルペン捕手）
- 森山恵佑 - 元プロ野球選手
- 高橋礼 - プロ野球選手（福岡ソフトバンクホークス）
- 工藤祐二朗 - プロ野球選手（独立リーグ）
- 平間凜太郎 - プロ野球選手（メキシカンリーグ）
- 園部佳太 - プロ野球選手（オリックス・バファローズ）（中退）
- 佐藤奨真 - プロ野球選手（千葉ロッテマリーンズ）
- 菊地吏玖 - プロ野球選手（千葉ロッテマリーンズ）
- 福永裕基 - プロ野球選手（中日ドラゴンズ）
- 望月教治 - アマチュア野球指導者、元専修大学監督
- 藤田明宏 - アマチュア野球指導者、朝日大学講師（準硬式野球部出身）

#### 陸上
※下記以外の人物については『専修大学陸上競技部』等参照
- 矢沢正雄 - 在学中にベルリンオリンピックに出場
- 奥山光広 - 1991年世界陸上東京大会出場、ヤクルト陸上競技部チーフアドバイザー
- 加藤覚 - 専修大学陸上競技部元監督
- 座間紅祢 - 元日清食品グループ所属
- 五ヶ谷宏司 - JR東日本ランニングチーム主将
- 森田修一 - 日清食品グループ元ヘッドコーチ、ホクレン元監督、元日産自動車所属、91年福岡国際マラソン優勝
- 長谷川柊 - カネボウ陸上競技部所属

#### 水泳
- 高橋清美 - 自由形・バタフライの元日本記録保持者。1984年ロサンゼルスオリンピック、1988年ソウルオリンピックに出場
- 細田朋美- 自由形の元日本記録保持者。1988年ソウルオリンピックに出場
- 平中秀子 - 第68回日本選手権水泳競技大会の200m個人メドレー競技、400m個人メドレー競技で優勝。1996年アトランタオリンピック、1992年バルセロナオリンピックに出場
- 山野井絵理 - 1996年アトランタオリンピックに出場。2001年世界水泳選手権800mフリーリレー銅メダリスト。

#### ラグビー
※下記以外の人物については『専修大学ラグビー部』等参照
- 村田亙 - 現専修大学ラグビー部監督、元日本代表、前7人制ラグビー日本代表監督、元ヤマハ発動機ジュビロ
- 大東毅 - 現専修大学ラグビー部コーチ、元NECグリーンロケッツ
- 吉田尚史 - 元東洋大学ラグビー部コーチ、元日本代表、元釜石シーウェイブス
- 石田楽人 - クボタスピアーズ
- 伊藤護 - 現國學院大學ラグビー部監督、元日本代表、元東芝ブレイブルーパス
- 田中優介 - 近鉄ライナーズ
- 須田康夫 - 釜石シーウェイブス
- 野口宜裕 - 7人制日本代表
- 髙橋昴平 - 東芝ブレイブルーパス
- 坂本洋道 - NTTドコモレッドハリケーンズ
- 松浦祐太 - Honda HEAT
- 郡司健吾 - Honda HEAT
- 山極大貴 - NECグリーンロケッツ
- 黒川ラフィ - コカ・コーラレッドスパークス

#### サッカー
※下記以外の人物については『専修大学体育会サッカー部』等参照
- 安達亮 - V・ファーレン長崎コーチ等を経てカターレ富山監督
- 境秋範 - 元川崎フロンターレ
- 源平貴久 - 元川崎フロンターレ、現・専修大学体育会サッカー部総監督（前・監督）
- 和田潤 - 元FC東京
- 真下佐登史 - 元モンテディオ山形
- 伊藤琢矢 - ラパチャFC (en)
- 上村祐司 - 元大宮アルディージャ
- 加納昌弘 - 元ヴァンフォーレ甲府
- 樹森大介 - 元Tonan前橋
- 鈴木正人 - 元セレッソ大阪
- 水野和樹 - 元SC相模原
- 池田雄大 - ホルムホン
- 荒田智之 - AC長野パルセイロ
- 渡部博文 - ヴィッセル神戸
- 小幡純平 - FC琉球
- 神村奨 - 元FC町田ゼルビア
- 髙山薫 - 大分トリニータ
- 藤本修司 - VONDS市原
- 町田也真人 - 大分トリニータ
- 庄司悦大 - 京都サンガF.C.
- 松本陽介 - ギラヴァンツ北九州
- 栗山直樹 - モンテディオ山形
- 牧内慶太 - SC相模原
- 鈴木雄也 - Honda FC
- 長澤和輝 - 名古屋グランパス
- 仲川輝人 - FC東京
- 下田北斗 - 川崎フロンターレ
- 前澤甲気 - アスルクラロ沼津
- 山崎貴雅 - 水戸ホーリーホック
- 福島春樹 - 浦和レッズ
- 後藤京介 - いわてグルージャ盛岡
- 三沢直人 - ガイナーレ鳥取
- 佐藤祐太 - Y.S.C.C.横浜
- 尾身俊哉 - Y.S.C.C.横浜
- 倉石圭二 - 元ホンダロックSC、テゲバジャーロ宮崎監督
- 小林岩魚 - ヴァンフォーレ甲府
- 名倉巧 - V・ファーレン長崎
- 蔦颯 - ザスパクサツ群馬
- 西村慧祐 - 大宮アルディージャ
- 鹿沼直生 - SC相模原
- 鈴木厚太 - アスルクラロ沼津

#### スピードスケート
※下記以外の人物については『専修大学スピードスケート部』等参照
- 黒岩彰 - 1988年カルガリーオリンピック銅メダリスト、世界スプリントで1983年・1987年金メダル、1986年銅メダル、富士急アイススケート部監督、元西武球団代表
- 長久保初枝 - 第24回日本選手権大会にて全種目日本新記録で優勝、1960年スコーバレーオリンピック・1964年インスブルックオリンピック女子チーム主将
- 長久保文雄 - スコーバレーオリンピック出場・インスブルックオリンピック男子主将
- 肥田隆行 - 1968年グルノーブルオリンピック・1972年札幌オリンピック出場
- 浜谷公宏 - 1984年サラエボオリンピック・1988年カルガリーオリンピック出場
- 糸川敏彦 - 専修大学スピードスケート部監督、1992年アルベールビルオリンピック・1994年リレハンメルオリンピック・2002年ソルトレークシティオリンピック出場
- 白幡圭史 - リレハンメルオリンピック・1998年長野オリンピック・ソルトレークシティオリンピック出場
- 黒岩宗久 - カルガリーオリンピック出場・オスロ世界選手権出場
- 黒岩悟 - W杯ベルリン大会2位
- 黒岩康志 - カルガリーオリンピック出場、全日本スプリント選手権総合優勝
- 出島茂幸 - 2010年バンクーバーオリンピック出場
- 近藤太郎 - 2014年ソチオリンピック出場
- 森重航 - 2022年北京オリンピック出場、銅メダリスト

#### フィギュアスケート
- 松村充 - 第47回全日本選手権優勝、1980年レークプラシッドオリンピック出場
- 渡部絵美 - レークプラシッドオリンピック出場
- 徳江京子 - フィギュアスケート選手、のちにローラースケート選手へ転向

#### スキー
※下記以外の人物については『専修大学スキー部』等参照
- 小野塚彩那 - ハーフパイプ選手。2014年ソチオリンピック日本代表、銅メダル。
- 佐々木一成 - 元クロスカントリースキー選手。1984年サラエボオリンピック、1988年カルガリーオリンピック、アルベールビルオリンピック、リレハンメルオリンピックなどに出場。アルベールビルオリンピック選手団主将

#### レスリング
- 長州力 - プロレスラー
- 中西学 - プロレスラー
- 秋山準 - プロレスラー
- 川畑輝鎮 - プロレスラー
- 金子正明 - レスリング メキシコオリンピック金メダリスト
- 加藤喜代美 - アマチュアレスリング 1972年ミュンヘンオリンピック金メダリスト
- 工藤章 - アマチュアレスリング 1976年モントリオールオリンピック銅メダリスト
- 斎藤育造 - アマチュアレスリング 1984年ロサンゼルスオリンピック銅メダリスト
- 吉田栄勝 - アマチュアレスリング、吉田沙保里の父
- 中村祥之 - プロレスZERO1ファースト・オン・ステージ代表取締役
- KUSHIDA - プロレスラー、新日本プロレス所属
- 平澤光秀 - プロレスラー、新日本プロレス所属
- 稲葉泰弘 - アマチュアレスリング 2010年世界選手権銅メダリスト

#### 総合格闘技
- 高阪剛 - 元総合格闘家、現プロレスラー
- 中村K太郎 - 総合格闘家
- 朝日昇 - 総合格闘家、元修斗世界ライト級王者
- 佐藤天 - 総合格闘家
- 矢地祐介 - 総合格闘家、YouTuber

#### ボクシング
- 山中慎介 - 前WBC世界バンタム級チャンピオン
- バトルホーク風間 - 元プロボクサー、日本ライト級元王者
- 大橋秀行 - 元プロボクサー、WBAとWBCの世界ストロー級・現ミニマム級元王者
- 葛西裕一 - 元プロボクサー、東洋太平洋ジュニア・フェザー級元王者
- 川内将嗣 - アマチュアボクシング選手、2008年北京オリンピック・ライトウェルター級日本代表、世界ボクシング選手権大会第14回ライトウェルター級3位
- 中野千代人 - 元アマチュアボクシング選手、1936年ベルリンオリンピック・フライ級日本代表

#### 大相撲
- 大凰紀久 - 元力士、旧・二所ノ関部屋
- 藤島武人 - 元大関武双山、現藤島親方
- 緑富士優 - 元力士、阿武松部屋
- 片山伸次 - 元力士、阿武松部屋
- 阿武松健二 - 元前頭大道、現阿武松親方

#### ゴルフ
- 羽川豊 - プロゴルファー
- 栗原雅樹 - プロゴルファー
- 福永和宏 - プロゴルファー
- 藤田寛之 - プロゴルファー
- 近藤智弘 - プロゴルファー
- 小田龍一 - プロゴルファー
- 平本世中 - プロゴルファー
- 井上陽子 - プロゴルファー
- 大塚有理子 - プロゴルファー
- 横田真一 - プロゴルファー、2015年から2年間日本ゴルフツアー機構（JGTO）の選手会長

#### バスケットボール
- 相原渚 - 選手（東京海上日動ビッグブルーを経てAFBB）、指導者（文京学院大学女子中高）
- 青木康平 - 選手（ライジング福岡所属）
- 青木勇人 - 指導者、元選手（横浜ビー・コルセアーズヘッドコーチ）
- 市場脩斗 - 選手（レバンガ北海道所属）
- 小川忠晴 - 指導者、選手（新潟アルビレックスBBラビッツヘッドコーチ）
- 堤啓士朗 - 選手（ライジング福岡所属）
- 中川和之 - 元選手（サイバーダインつくばロボッツなど）、指導者（環太平洋大学女子バスケットボール部監督）
- 中川直之 - 選手（中川和之の双子の兄、九州電力アーティサンズ所属）
- 波多野和也 - 選手（滋賀レイクスターズ所属）
- 佐藤浩貴 - 選手（西宮ストークス所属）
- 友利健哉 - 選手（福島ファイヤーボンズ所属）
- 浅野崇史 - 選手（東京八王子トレインズ所属）
- 館山健太 - 選手（青森ワッツ所属）
- 半田圭史 - 元選手（日立サンロッカーズ、トヨタ自動車アルバルク）
- 喜多川修平 - 選手（琉球ゴールデンキングス所属）
- 大宮宏正 -  選手（琉球ゴールデンキングス所属）
- 小淵雅 - 選手（群馬クレインサンダーズ所属）
- 岩田淳 - 選手（豊田通商ファイティングイーグルス名古屋所属）
- 宇都直輝 - 選手（富山グラウジーズ所属）
- 三谷藍 - 選手（富士通レッドウェーブ）
- 長南真由美 - 元選手（日本航空）
- 藤岡恵美衣 - 元選手（山梨クィーンビーズ）
- 横山悠衣 - 元選手（トヨタ自動車）
- 中原雄 - 元社会人バスケットボールクラブ選手（いすゞ自動車）、現専修大学バスケットボール部ヘッドコーチ
- 大渕幹大 - 元選手（日立サンロッカーズ東京）
- 伊佐勉 - 指導者（琉球ゴールデンキングスヘッドコーチ）
- 脇将典 - 元選手（トヨタ自動車）
- 勝久マイケル - 元選手、指導者（島根スサノオマジックヘッドコーチを経てリンク栃木ブレックスアシスタントコーチ）
- 末松勇人 - 元選手（大分ヒートデビルズ）、島根スサノオマジックゼネラルマネージャー
- 高橋香澄 - 選手（日立）
- 加藤夕貴 - 選手（富士通レッドウェーブ）
- 宮城信吾 - 元選手（滋賀レイクスターズ）
- 村山翠 - 選手（富士通レッドウェーブ）
- 千葉歩 - 選手（シャンソンVマジック）
- 河村美侑 - 選手（新潟アルビレックスBBラビッツ）
- 野﨑由之 - 選手（富山グラウジーズ）
- 寺澤大夢 - 選手（仙台89ERS）
- 本田朱里 - 選手（新潟アルビレックスBBラビッツ）

#### バレーボール
- 佐々木太一 - バレーボール元日本代表選手、サントリーサンバーズ
- 栗山雅史 - バレーボール選手、サントリーサンバーズ
- 山本湧 - バレーボール選手、サントリーサンバーズ
- 甲斐優斗 - バレーボール代表

#### 卓球
- 阿部勝幸 - 1970年代に全日本卓球選手権大会でシングルスを含めて6度優勝
- 阿部博幸 - 1982年アジア競技大会、フレンドシップ・ゲームズで金メダル
- 伊藤繁雄 - 元日本代表。1969世界卓球選手権男子シングルス優勝
- 河野満 - 1977世界卓球選手権男子シングルス優勝
- 福島萬治 - 1963年のアジア卓球選手権のダブルス、団体で優勝
- 星野展弥 - 1959・1961世界卓球選手権で優勝
- 渡辺妃生子 - 世界卓球選手権で4大会連続メダル獲得
- 松崎キミ代 - 全日本卓球選手権大会で、1957年から1959年まで連続優勝
- 村上淑子 - 全日本卓球選手権大会女子ダブルスで、1958年から1961年にかけて3度優勝
- 広田佐枝子 - 1967年の世界卓球選手権のダブルス、団体で優勝
- 森沢幸子 - 1967年の世界卓球選手権のシングル、ダブルス、団体などで優勝
- 福野美恵子 - 1971年の世界卓球選手権の混合ダブルスで銅メダル
- 平野美恵子 - 1971年の世界卓球選手権の女子ダブルスで銀メダル
- 阪本礼子 - 1971年の世界卓球選手権の女子ダブルス（ペアは平野）で銀メダル
- 高橋省子 - 1975年の世界卓球選手権の女子ダブルスで優勝

#### フェンシング
- 大和田智子 - フェンシング選手。東京オリンピック日本代表
- 神宮敏男 - フェンシング選手。1970年代の日本のトップ選手として活躍

#### その他スポーツ
- 雉子牟田直子 - 元プロテニスプレーヤー（中退）
- 森川太地 - 元ビーチバレーボール選手
- 松井宏佑 - 競輪選手、当校在学時代はスピードスケート選手
- 清水謙 - アメリカンフットボール選手
- 青木大介 - アメリカンフットボール選手
- 坂口智康 - JRA騎手

### その他
- 菊池康郎 - アマチュア囲碁棋士、新制・専修大学第1期生（商経学部卒）
- 八幡暁 - 冒険家
- 中山麻紀子 - チアリーダー
- 戸田博文 - 馬術部出身、調教師